# Münsterplattform

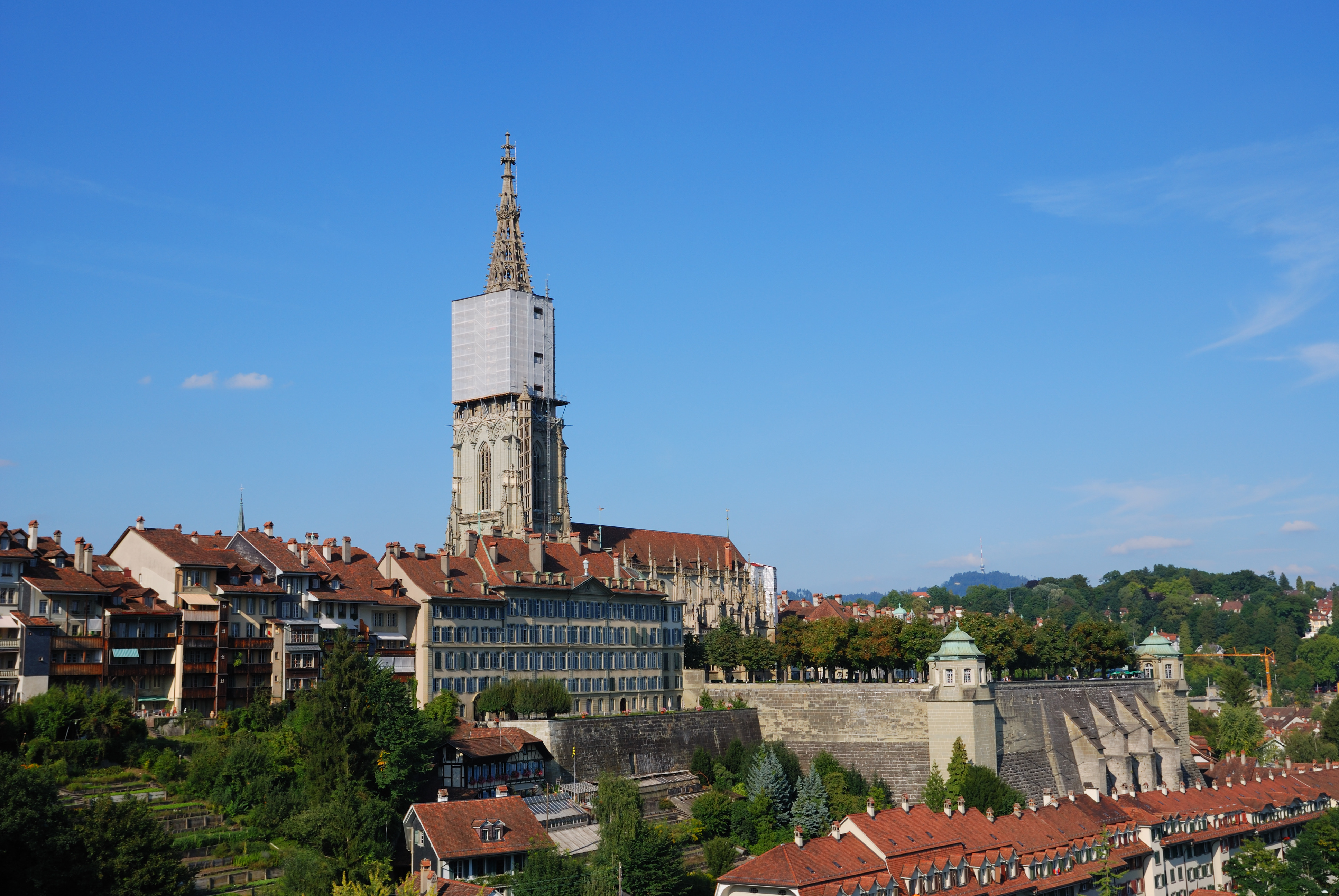
Münsterplattform von der Kirchenfeldbrücke aus

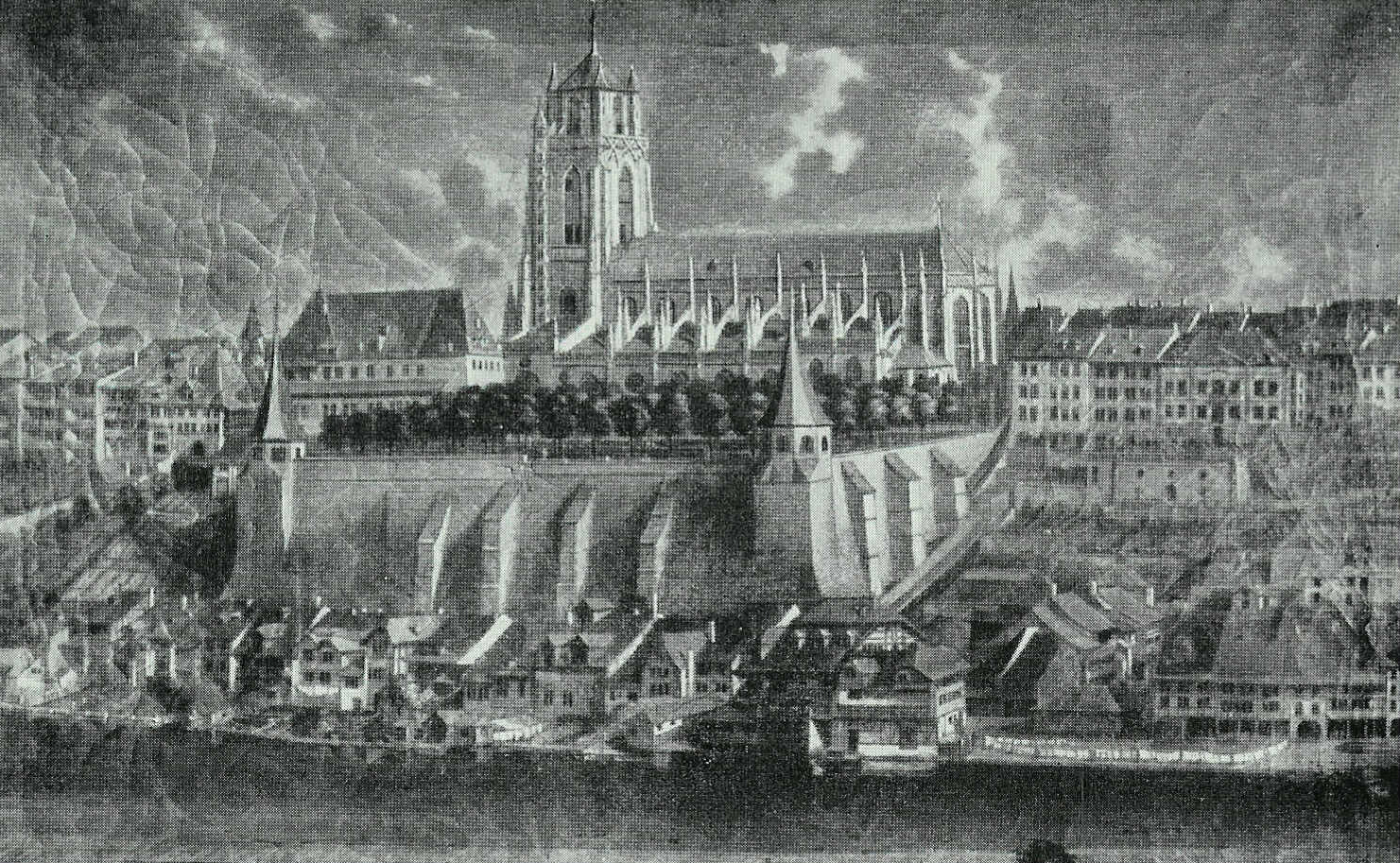
Berner Münster und Plattform um 1742

Die Münsterplattform (berndt. auch Pläfe [ˈplæfə]) ist eine dem Berner Münster vorgelagerte rechteckige Terrasse am Abhang zur Aare.
Das Geviert liegt parallel zum Kirchenschiff, ist 66 bis 70 Meter tief und misst in der Breite am nördlichen Ende bei der Kirchenmauer 85 m und am südlichen Ende zur Aare hin 86 m. An der Südostecke erhebt es sich 31,5 m über die darunter liegende Badgasse.
Der Grundstein zur Terrasse wurde 1334 gelegt, doch der Bau der Stützmauern wurde erst 1514 vollendet; wesentlich beteiligt daran war der Münsterwerkmeister Erhart Küng. Bis zur Berner Reformation von 1528 war die Aufschüttung des Gevierts hinter den Stützmauern noch nicht vollendet; es lag noch 14 m unter dem heutigen Niveau und bildete eine Schutthalde. Bei Grabungsarbeiten auf der Münsterplattform kam es 1986 zum Berner Skulpturenfund, einem spektakulären Fund von Heiligenstatuen, die beim Bildersturm aus dem Münster entfernt und auf die Schutthalde geworfen worden waren.
Bis 1531 diente die Plattform als Friedhof und danach als Parkanlage. Sie ist umgeben von Balustraden aus Sandstein und wird zur Aare hin abgeschlossen von zwei Eckpavillons. Bis zum 18. Jahrhundert war sie mit Lindenbäumen und danach mit Rosskastanien bepflanzt.
Von 1847 bis 1961 stand auf der Plattform das seit 1968 im Nydegghöfli bei der Nydeggkirche aufgestellte Zähringerdenkmal. Seit 1897 verbindet der Mattelift, ein elektrischer Personenaufzug, die Plattform mit dem an der Aare liegenden Mattequartier.
An der südlichen Balustrade ist eine Gedenktafel für den Studenten Theobald Weinzäpfli angebracht, der am 23. Mai 1654 einen Sturz vom Pferd über die Mauer der Plattform hinaus überlebt hatte und 1694 als Pfarrer von Kerzers verstarb.
Bis zur Anbringung von Auffangnetzen im Jahre 1998 starben zahlreiche Menschen durch Suizid mittels Sprung von der Münsterplattform in die Badgasse. In den frühen 1980er Jahren war die Plattform Standort der 1985 auf die Kleine Schanze verschobenen offenen Drogenszene.
In einer Rasenfläche der Münsterplattform ist die Münster-Plattform, ein Werk des Berner Künstlers Carlo E. Lischetti, eingelassen.

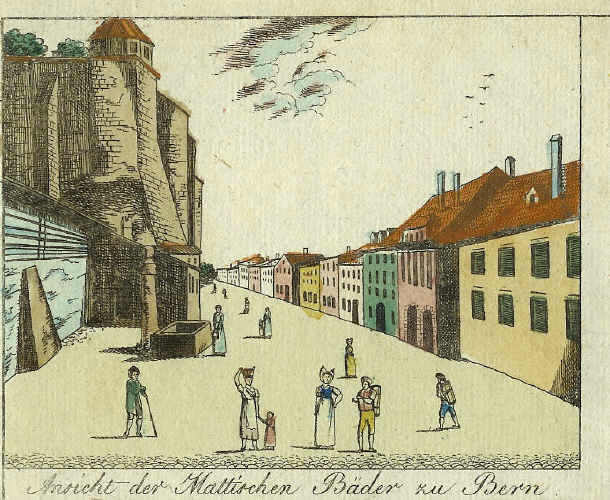
Badgasse um 1830
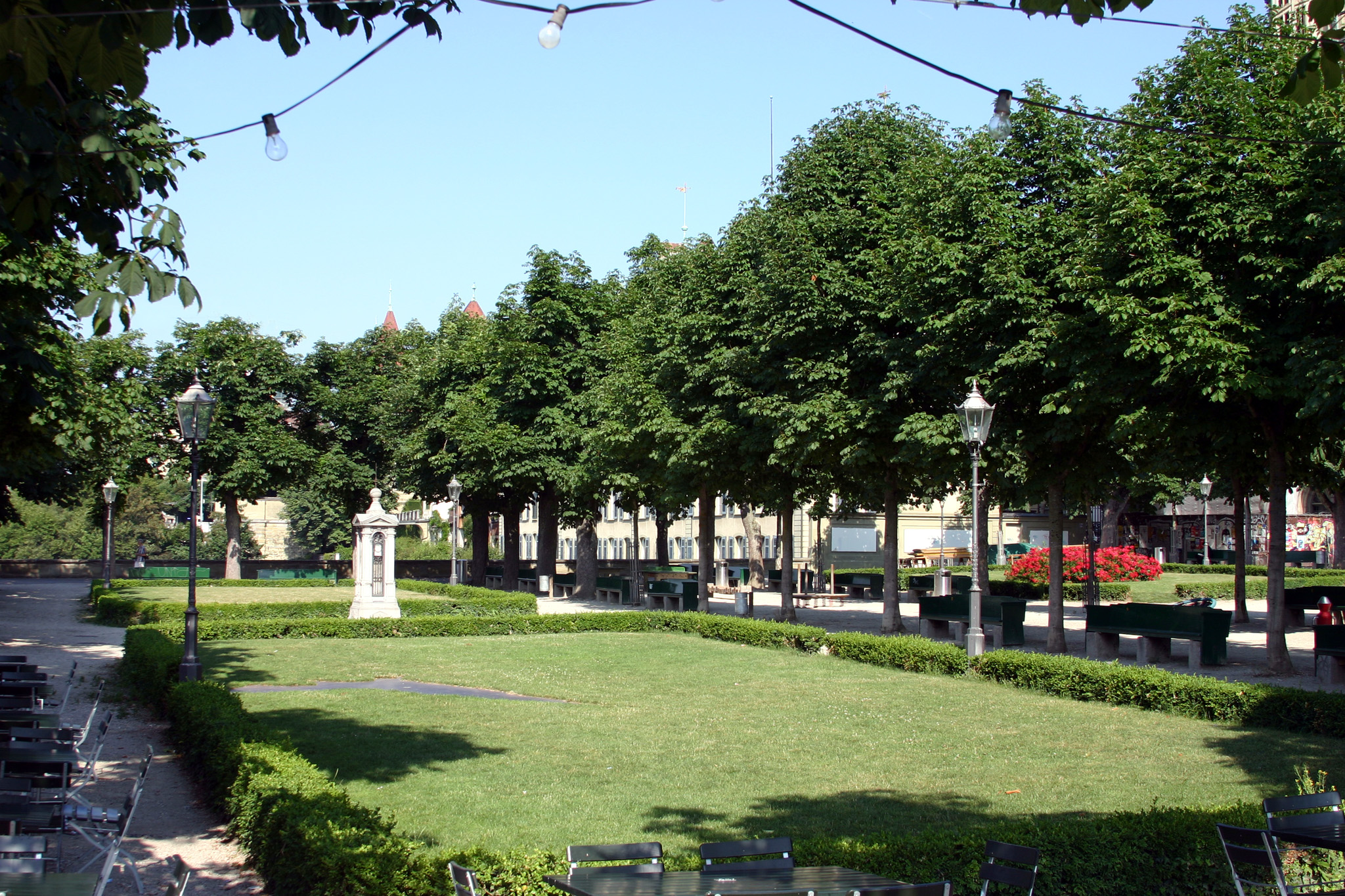
Münsterplattform im Jahr 2006
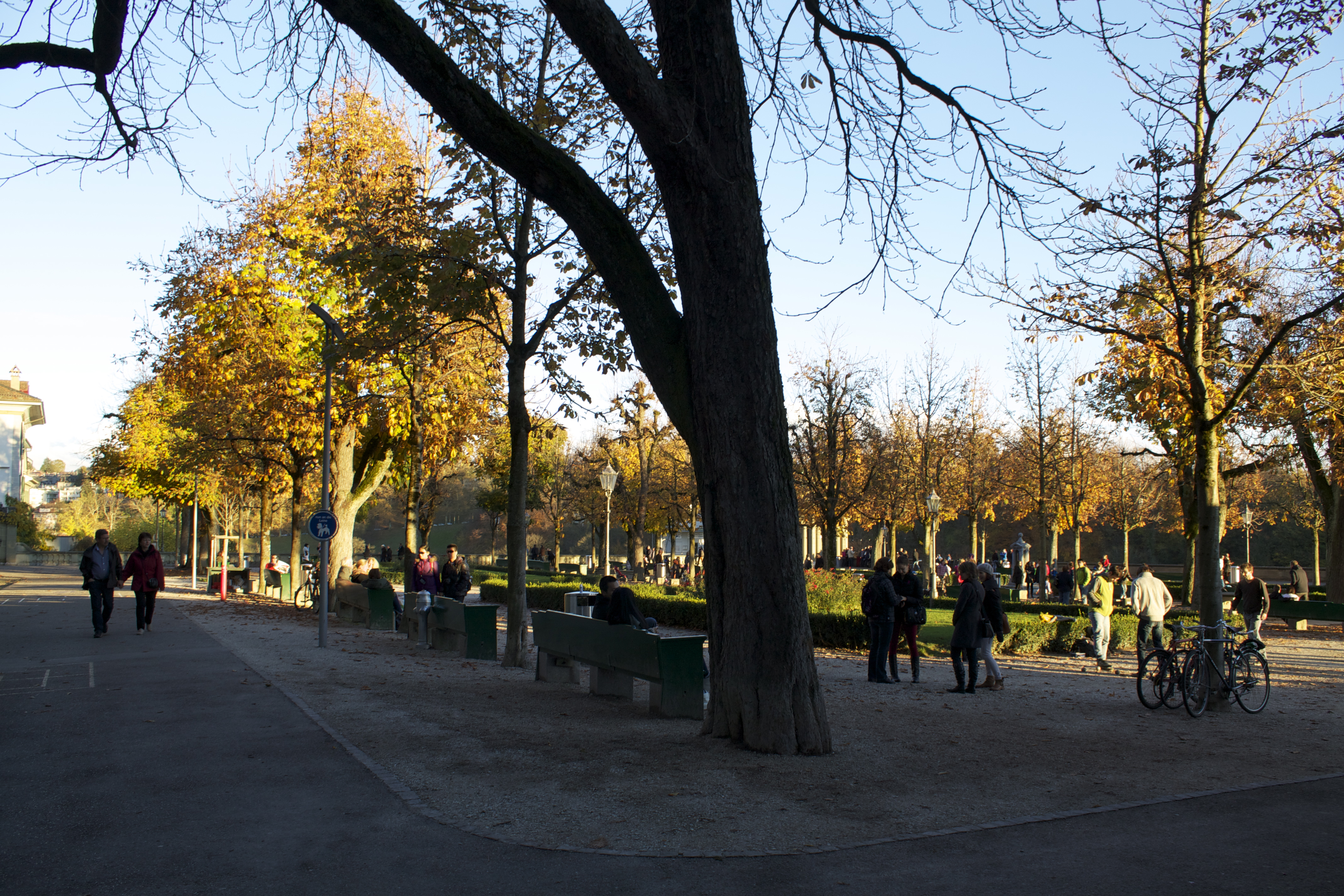
Münsterplattform im Jahr 2013
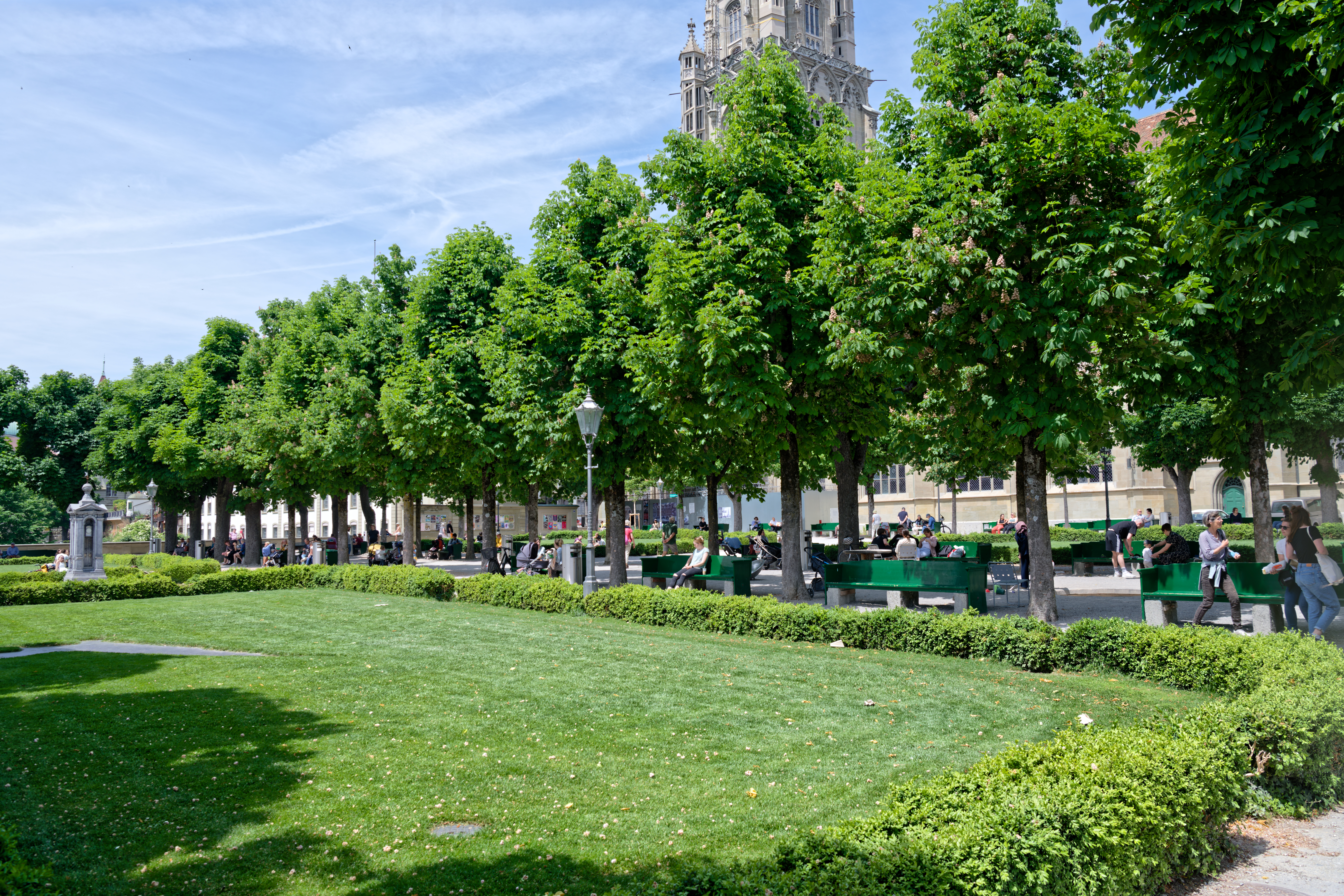
Münsterplattform im Jahr 2023
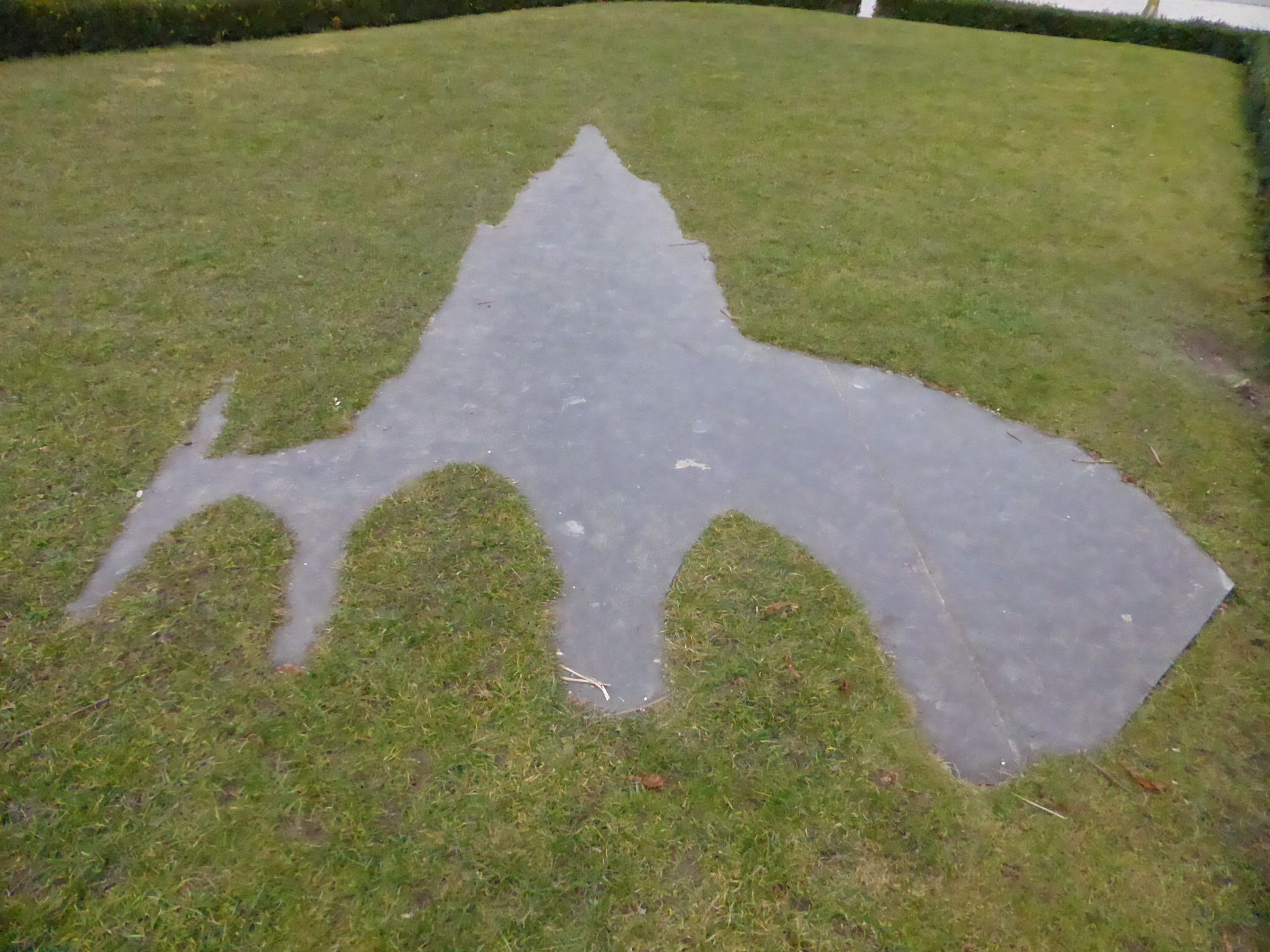
Münster-Plattform auf der Münsterplattform